# Les Croquignolle
Pour plus de détails, voir Fiche technique et Distribution.
Les Croquignolle est un film français de moyen métrage réalisé en 1936 par Robert Péguy.   

## Fiche technique
- Réalisation : Robert Péguy
- Scénario : Robert Péguy, Rochefort
- Musique : Jane Bos
- Chef opérateur : Nicolas Hayer
- Décors : Raymond Tournon
- Maquillage : Raffels
- Format : Son mono - 35 mm - Noir et blanc - 1,37:1
- Lieux de tournage :  Studio François 1er, Paris 8
- Genre : Comédie
- Durée : 47 minutes
- Année de sortie : 1936

## Distribution
- Max Régnier : Monsieur Croquignolle, le mari d'une virago
- Alice Tissot : Madame Croquignolle, sa femme revêche et avare, enlevée par des gangsters
- Germaine Roger : la voisine
- Edmond Castel : le brigadier de gendarmerie
- Jacques Derives : le marquis
- Anthony Gildès : le paysan
- Paul Grail : Le premier gangster
- René Génin : Le deuxième gangster
- Pedro Elviro : le troisième gangster
- Madame Luigi : La paysanne
- Suzanne Talba : La femme gangster